# 이집트 항공의 운항 노선
이집트 항공은 다음과 같은 노선을 운항하고 있다. (2012년 11월 기준)
참고 : *는 화물기와 여객기 모두 취항한다.

## 운항 노선

### 아시아

#### 동아시아
- 중화인민공화국
  - 베이징 - 베이징 수도 국제공항
  - 광저우 - 광저우 바이윈 국제공항
  - 상하이 - 상하이 푸동 국제공항
  - 항저우 - 항저우 샤오산 국제공항
- 홍콩
  - 홍콩 - 홍콩 첵랍콕 국제공항
- 일본
  - 도쿄 - 나리타 국제공항
  - 오사카 - 간사이 국제공항 전세편

#### 동남아시아
- 인도네시아
  - 자카르타 - 수카르노 하타 국제공항

#### 남아시아
- 방글라데시
  - 다카 - 샤잘랄 국제공항
- 인도
  - 델리 - 인디라 간디 국제공항
  - 뭄바이 - 차트라파티 시바지 국제공항

#### 서남아시아
- 레바논
  - 베이루트 - 베이루트 국제공항
- 바레인
  - 마나마 - 바레인 국제공항
- 사우디아라비아
  - 리야드 - 킹 칼리드 국제공항
  - 가심 - 프린스 나이프 빈 압둘아지즈 국제공항
  - 담맘 - 킹 파드 국제공항
  - 메디나 - 프린스 모하메드 빈 압둘아지즈 국제공항
  - 아브하 - 아브하 국제공항
  - 제다 - 킹 압둘아지즈 국제공항
- 아랍에미리트
  - 아부다비 - 아부다비 국제공항
  - 두바이 - 두바이 국제공항
  - 샤르자 - 샤르자 국제공항
  - 푸자이라 - 푸자이라 국제공항
- 오만
  - 무스카트 - 무스카트 국제공항
- 요르단
  - 암만 - 퀸 알리아 국제공항
- 이라크
  - 바그다드 - 바그다드 국제공항
  - 아르빌 - 아르빌 국제공항
- 이스라엘
  - 텔아비브 - 벤구리온 국제공항
- 카타르
  - 도하 - 하마드 국제공항
- 쿠웨이트
  - 쿠웨이트 시티 - 쿠웨이트 국제공항

### 아프리카

#### 서아프리카
- 가나
  - 아크라 - 코토카 국제공항
- 나이지리아
  - 라고스 - 무르탈라 모하메드 국제공항
  - 아부자 - 은남디 아지키웨 국제공항
  - 카노 - 말람 아미누 카노 국제공항
- 카메룬
  - 두울라 - 두울라 국제공항
- 코트디부아르
  - 아비장 - 펠릭스 우푸에부아니 국제공항

#### 남아프리카
- 남수단
  - 주바 - 주바 국제공항 *
- 남아프리카 공화국
  - 요하네스버그 - OR 탐보 국제공항

#### 동아프리카
- 르완다
  - 키갈리 - 키갈리 국제공항
- 소말리아
  - 소말리아 - 아덴아데 국제공항
- 수단
  - 하르툼 - 하르툼 국제공항
  - 포트수단 - 포트수단 국제공항
- 에리트레아
  - 아스마라 - 아스마라 국제공항
- 에티오피아
  - 아디스아바바 - 볼레 국제공항
- 우간다
  - 엔테베 - 엔테베 국제공항
- 지부티
  - 지부티 시티 - 지부티 암불리 국제공항
- 차드
  - 은자메나 - 은자메나 국제공항 *
- 케냐
  - 나이로비 - 조모 케냐타 국제공항
- 코모로
  - 모로니 - 프린스 사이드 이브라힘 국제공항
- 콩고 민주 공화국
  - 킨샤샤 - 은지디 공항
- 탄자니아
  - 다르에스살람 - 줄리어스 니에레레 국제공항

#### 북아프리카
- [[파일:{{{국기그림-과도정부}}}|22x20px|border |리비아|링크=리비아]] 리비아
  - 트리폴리 - 미티가 국제공항
  - 미스라타 - 미스라타 국제공항
  - 벵가지 - 베니나 국제공항
- 모로코
  - 카사블랑카 - 무함마드 V 국제공항
- 알제리
  - 알제 - 우아리 부메디엔 공항
- 이집트
  - 카이로 - 카이로 국제공항 허브
  - 룩소르 - 룩소르 국제공항
  - 마르사 알람 - 마르사 알람 국제공항
  - 샤름엘셰이크 - 샤름엘셰이크 국제공항
  - 소하그 - 소하그 국제공항
  - 아부심벨 - 아부심벨 공항
  - 아스완 - 아스완 국제공항
  - 아시유트 - 아시유트 공항
  - 알렉산드리아 - 보르그엘아랍 국제공항
  - 하르가 - 하르가 공항
  - 후르가다 - 후르가다 국제공항
- 튀니지
  - 튀니스 - 튀니스 카르타고 국제공항

### 유럽

#### 서유럽
- 영국
  - 런던 - 런던 히드로 국제공항
  - 맨체스터 - 맨체스터 공항
- 프랑스
  - 파리 - 파리 샤를 드 골 국제공항
- 독일
  - 베를린 - 베를린 브란덴부르크 공항
  - 뒤셀도르프 - 뒤셀도르프 공항
  - 뮌헨 - 뮌헨 국제공항
  - 프랑크푸르트 - 프랑크푸르트 국제공항
- 아일랜드
  - 더블린 - 더블린 국제공항
- 네덜란드
  - 암스테르담 - 암스테르담 스키폴 국제공항
- 벨기에
  - 브뤼셀 - 브뤼셀 국제공항

#### 중유럽
- 스위스
  - 제네바 - 제네바 국제공항
  - 취리히 - 취리히 국제공항
- 오스트리아
  - 빈 - 빈 국제공항

#### 남유럽
- 그리스
  - 아테네 - 아테네 국제공항
- 스페인
  - 마드리드 - 마드리드 바라하스 국제공항
  - 바르셀로나 - 바르셀로나 엘프라트 국제공항
- 이탈리아
  - 로마 - 레오나르도 다 빈치 국제공항
  - 밀라노 - 밀라노 말펜사 국제공항 *
- 키프로스
  - 라르나카 - 라르나카 국제공항
- 튀르키예
  - 이스탄불 - 이스탄불 공항 *
- 포르투갈
  - 리스본 - 리스본 포르텔라 국제공항

#### 동유럽
- 러시아
  - 모스크바 - 도모데도보 국제공항
- 체코
  - 프라하 - 프라하 바츨라프 하벨 국제공항
- 헝가리
  - 부다페스트 - 부다페스트 리스트 페렌츠 국제공항

#### 북유럽
- 덴마크
  - 코펜하겐 - 코펜하겐 카스트럽 국제공항
- 스웨덴
  - 스톡홀름 - 스톡홀름 알란다 국제공항

### 아메리카

#### 북아메리카
- 미국
  - 워싱턴D.C - 워싱턴 덜레스 국제공항
  - 뉴어크 - 뉴어크 리버티 국제공항
  - 뉴욕 - 존 F. 케네디 국제공항
- 캐나다
  - 토론토 - 토론토 피어슨 국제공항

## 단항 노선

### 아시아

#### 동아시아
- 일본
  - 도쿄 - 하네다 국제공항

#### 동남아시아
- 말레이시아
  - 쿠알라룸푸르 - 쿠알라룸푸르 국제공항
- 베트남
  - 하노이 - 노이바이 국제공항
- 싱가포르
  - 싱가포르 - 싱가포르 창이 국제공항
- 태국
  - 방콕
    - 돈므앙 국제공항
    - 수완나품 국제공항
- 필리핀
  - 마닐라 - 니노이 아키노 국제공항

#### 서남아시아
- 사우디아라비아
  - 다란 - 다란 국제공항
- 시리아
  - 다마스쿠스 - 다마스쿠스 국제공항
  - 알레포 - 알레포 국제공항
  - 카르다하 - 바셀 알아사드 국제공항
  - 카미슐리 - 카미슐리 공항
- 아랍에미리트
  - 라스알카이마 - 라스알카이마 국제공항
- 예멘
  - 사나 - 사나 국제공항
  - 아덴 - 아덴 국제공항
- 이스라엘
  - 예루살렘 - 예루살렘 국제공항
  - 하이파 - 하이파 공항
- 카타르
  - 도하 - 도하 국제공항
- 파키스탄
  - 카라치 - 진나 국제공항
- 팔레스타인
  - 가자 - 야세르 아라파트 국제공항

#### 중앙아시아
- 아르메니아
  - 예레반 - 츠바르트노츠 국제공항 전세편
- 카자흐스탄
  - 알마티 - 알마티 국제공항

### 아프리카

#### 서아프리카
- 말리
  - 바마코 - 바마코 세너우 국제공항
- 시에라리온
  - 프리타운 - 룽기 국제공항

#### 남아프리카
- 남아프리카 공화국
  - 케이프타운 - 케이프타운 국제공항
  - 더반 - 킹 샤카 국제공항
- 잠비아
  - 루사카 - 루사카 국제공항

#### 동아프리카
- 짐바브웨
  - 하라레 - 하라레 국제공항

#### 북아프리카
- [[파일:{{{국기그림-과도정부}}}|22x20px|border |리비아|링크=리비아]] 리비아
  - 트리폴리 - 트리폴리 국제공항
- 이집트
  - 미니아 - 엘 미니아 공항
  - 메르사마트루 - 메르사마트루 국제공항
  - 샤르크엘오와이나트 - 샤르크엘오와이나트 공항
  - 엘알라메인 - 엘알라메인 국제공항
  - 포트사이드 - 포트사이드 공항

### 유럽

#### 서유럽
- 영국
  - 런던 - 런던 개트윅 국제공항
- 프랑스
  - 니스 - 니스 코트다쥐르 공항
- 독일
  - 베를린 - 베를린 쇠네펠트 공항
  - 함부르크 - 함부르크 공항

#### 남유럽
- 그리스
  - 미키노스 - 미키노스 국제공항
  - 테살로니키 - 테살로니키 국제공항
- 키프로스
  - 니코시아 - 니코시아 국제공항
- 튀르키예
  - 이스탄불 - 아타튀르크 국제공항

#### 동유럽
- 세르비아
  - 베오그라드 - 베오그라드 니콜라 테슬라 국제공항
- 우크라이나
  - 키예프 - 보리스필 국제공항

#### 북유럽
- 핀란드
  - 헬싱키 - 헬싱키 반타 국제공항

### 아메리카

#### 북아메리카
- 미국
  - 디트로이트 - 디트로이트 메트로폴리탄 웨인 카운티 공항
  - 로스앤젤레스 - 로스앤젤레스 국제공항
  - 시카고 - 시카고 오헤어 국제공항
- 캐나다
  - 몬트리올 - 몬트리올 피에르 엘리오트 트뤼도 국제공항
  - 밴쿠버 - 밴쿠버 국제공항

#### 남아메리카
- 브라질
  - 상파울루 - 상파울루 구아룰류스 국제공항
- 아르헨티나
  - 부에노스아이레스 - 미니스토로 피스타리니 국제공항

### 오세아니아
- 뉴질랜드
  - 오클랜드 - 오클랜드 공항
- 오스트레일리아
  - 시드니 - 시드니 공항

## 같이 보기
- 에어 시나이
- 이집트 항공 카고